# انگوین تان بین
انگوین تان بین (انگلیسی: Nguyễn Thanh Bình؛ زادهٔ ۲ نوامبر ۲۰۰۰) بازیکن فوتبال اهل ویتنام است.
از باشگاه‌هایی که در آن بازی کرده‌است می‌توان به باشگاه فوتبال ویتل اشاره کرد.
وی همچنین در تیم‌های ملی فوتبال زیر ۲۳ سال ویتنام و ویتنام بازی کرده‌است.